# Chapelle Notre-Dame-de-Becquerel
Pour les articles homonymes, voir Chapelle Notre-Dame et Notre Dame de Béquerel.
La chapelle Notre-Dame-de-Becquerel est située  au lieudit de Becquerel sur la route de Plougoumelen sur la commune du Bono dans le Morbihan.
Pour le culte, la chapelle est rattachée à la paroisse de Plougoumelen.

## Historique
La fontaine et l'enclos font l’objet d’une inscription au titre des monuments historiques depuis le 30 juin 1925.
La revue La Croix des marins indique en 1901 que la chapelle Notre-Dame-de-Becquerel accueille chaque 15 août un pèlerinage très fréquenté, surtout par les marins.

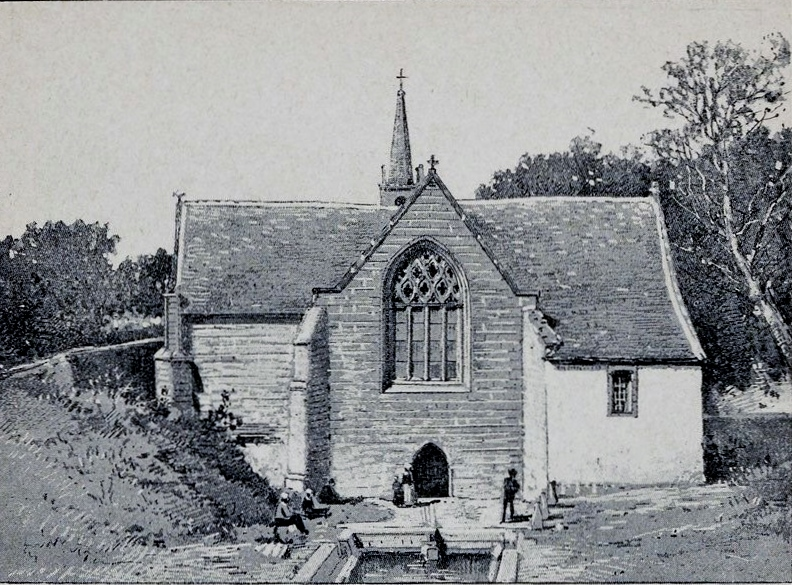
Dessin de A. Karl représentant la chapelle Notre-Dame de Becquerel (vers 1893).
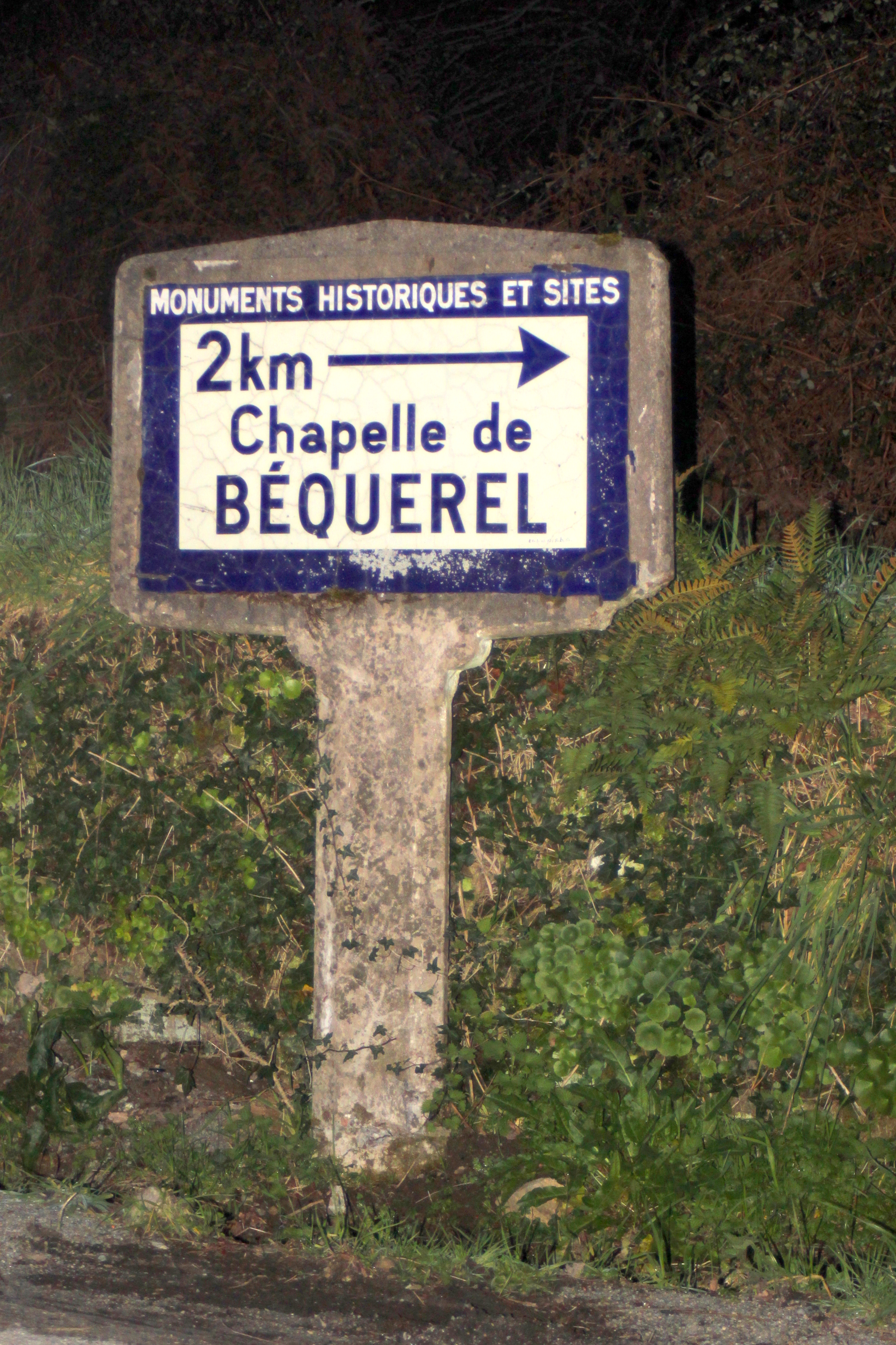
: Panneau Michelin (ancienne signalisation pour monument historique).

## Architecture
Les sablières sculptées de la nef gauche datent du XIIIe siècle ou XIVe siècle. Le mobilier comprend trois statues processionnelles dont deux imposants vaisseaux. Le clocher a été reconstruit en 1842.

## Bateaux portant son nom
Plusieurs bateaux ont été baptisés "Notre-Dame de Becquerel" dont :
- Notre-Dame-de-Béquerel, chaloupe n° 1104 du quartier d' Auray, patron François-Marie Bainvel, s'échoua début octobre 1901 à la Pointe du Grazu, entrée ouest de la rivière de La Trinité-sur-Mer ; cette chaloupe relâchant des lieux de pêche ; elle a été renflouée deux jours après sans de graves avaries ; elle aurait dû être complètement démolie, d'après l'état de la mer ; c'est ce qui fait dire au patron que Notre-Dame de Béquerel a protégé sa chaloupe[4].
- Notre-Dame de Becquerel, réplique construite en 1992 d'un "forban", bateau de pêche traditionnel du Bono.